# Home (Rie fuの曲)
「Home」（ホーム）は、日本の女性シンガーソングライター・Rie fuの11枚目のシングル。

## 概要
前作「あなたがここにいる理由」以来、約3か月ぶりのシングル。全曲アルバムには未収録となっている。所属レーベルPalm Beach最後の作品。この後レーベル運営解消、同じソニー・ミュージックエンタテインメントのレーベルgr8! recordsへ移籍。

## 収録曲
1. Home
  - 作詞：Rie fu／作曲・編曲：上田禎
  - トルネード・フィルム配給映画「子猫の涙」主題歌。
  - Rie fuオリジナル曲の中では珍しい、自身による作曲ではなく、上田禎からの楽曲提供を受けた曲。
2. Wait For Me
  - 作詞・作曲・編曲：Rie fu
3. （They Long to Be）Close to You
  - 作詞・作曲：Burt Bacharach、Hal David／編曲：Rie fu
  - カーペンターズの同名曲をカバー。カバー曲としては初の収録。